# 2014年棒球

## 賽事分類

### 職業棒球
- 2014年美國職棒大聯盟球季
- 2014年美國職棒小聯盟
- 2014年日本職棒
- 2014年韓國職棒
- 2014年中華職棒
- 2014年美國職棒大聯盟明星賽
- 2014年世界大賽
- 2014年台灣大賽
- 2014年日本大賽
- 2014年韓國大賽

### 國際錦標賽
- 11月7日－11月16日：第一屆21U世界盃棒球賽在台灣台中市、雲林縣舉行。

### 國際邀請賽
- 10月31日－11月2日：桃園最強 — 台日職棒交流賽，由中華職棒Lamigo桃猿與日本職棒千葉羅德海洋舉行的三場賽事。

### 其他賽事
- 2月1日－2月8日：第五十五屆加勒比海大賽。
- 9月19日－10月4日：第十七屆韓國仁川亞運。

## 外部連結
- 2014年棒球在台灣棒球維基館上的頁面（繁體中文）